# Snoveanka, Cernihiv
Snoveanka (în ucraineană Снов'янка) este un sat în comuna Boromîkî din raionul Cernihiv, regiunea Cernihiv, Ucraina.

## Demografie
Componența lingvistică a localității Snoveanka
     Ucraineană (92,97%)
     Rusă (6,87%)
     Alte limbi (0,16%)
Conform recensământului din 2001, majoritatea populației localității Snoveanka era vorbitoare de ucraineană (92,97%), existând în minoritate și vorbitori de rusă (6,87%).

## Galerie de imagini

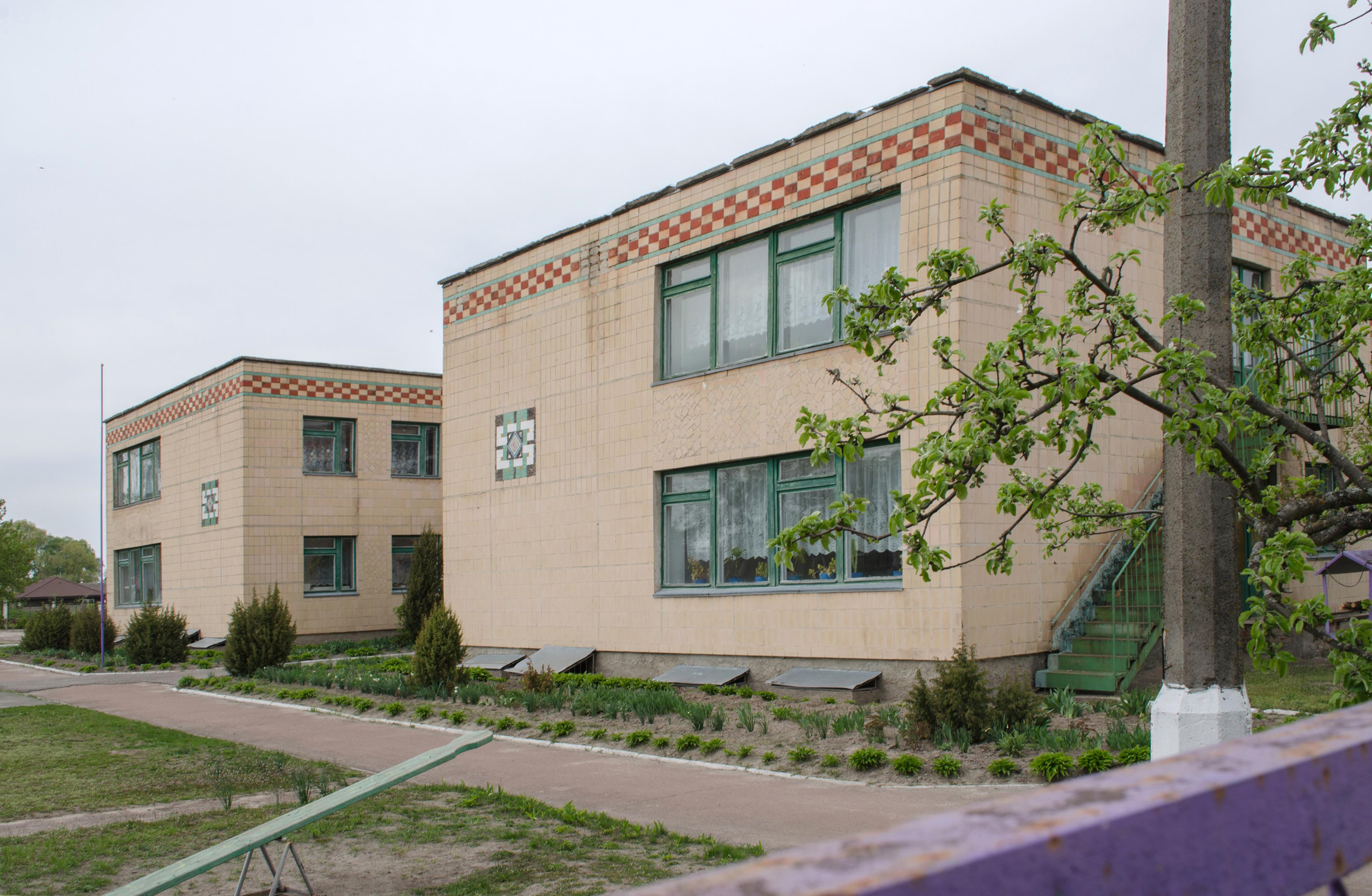
Școala
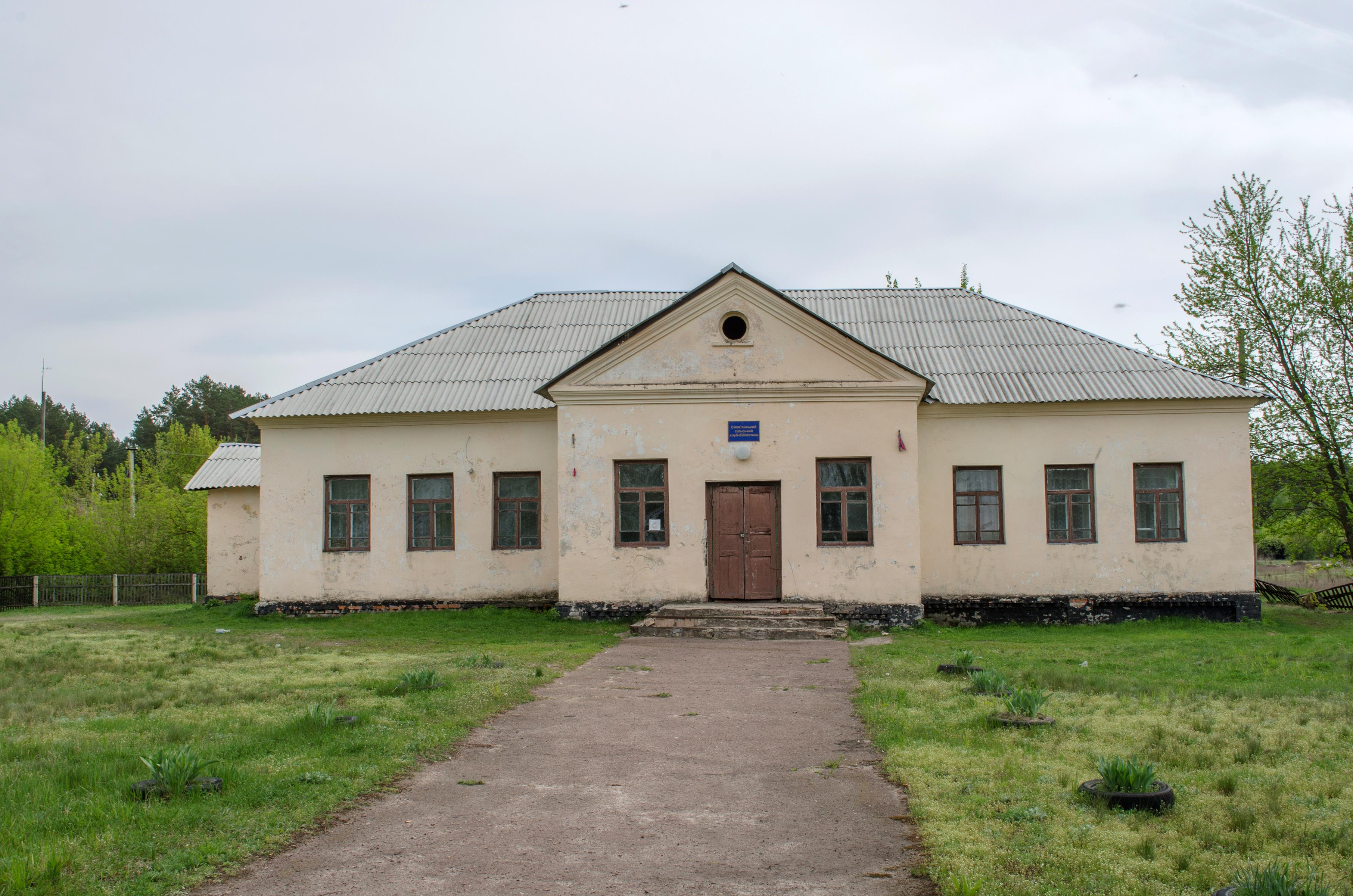
Clubul și biblioteca satului
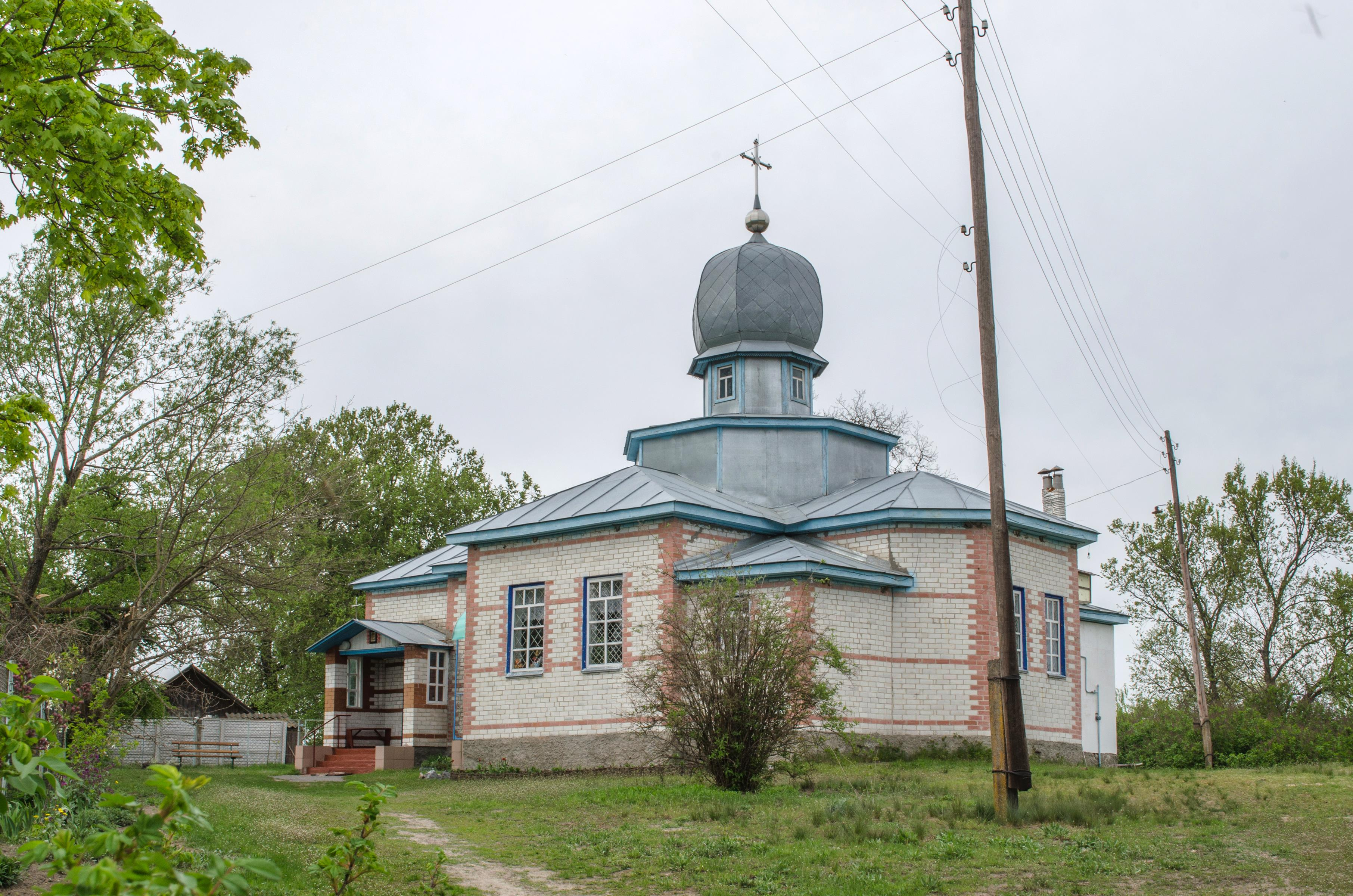
Biserica
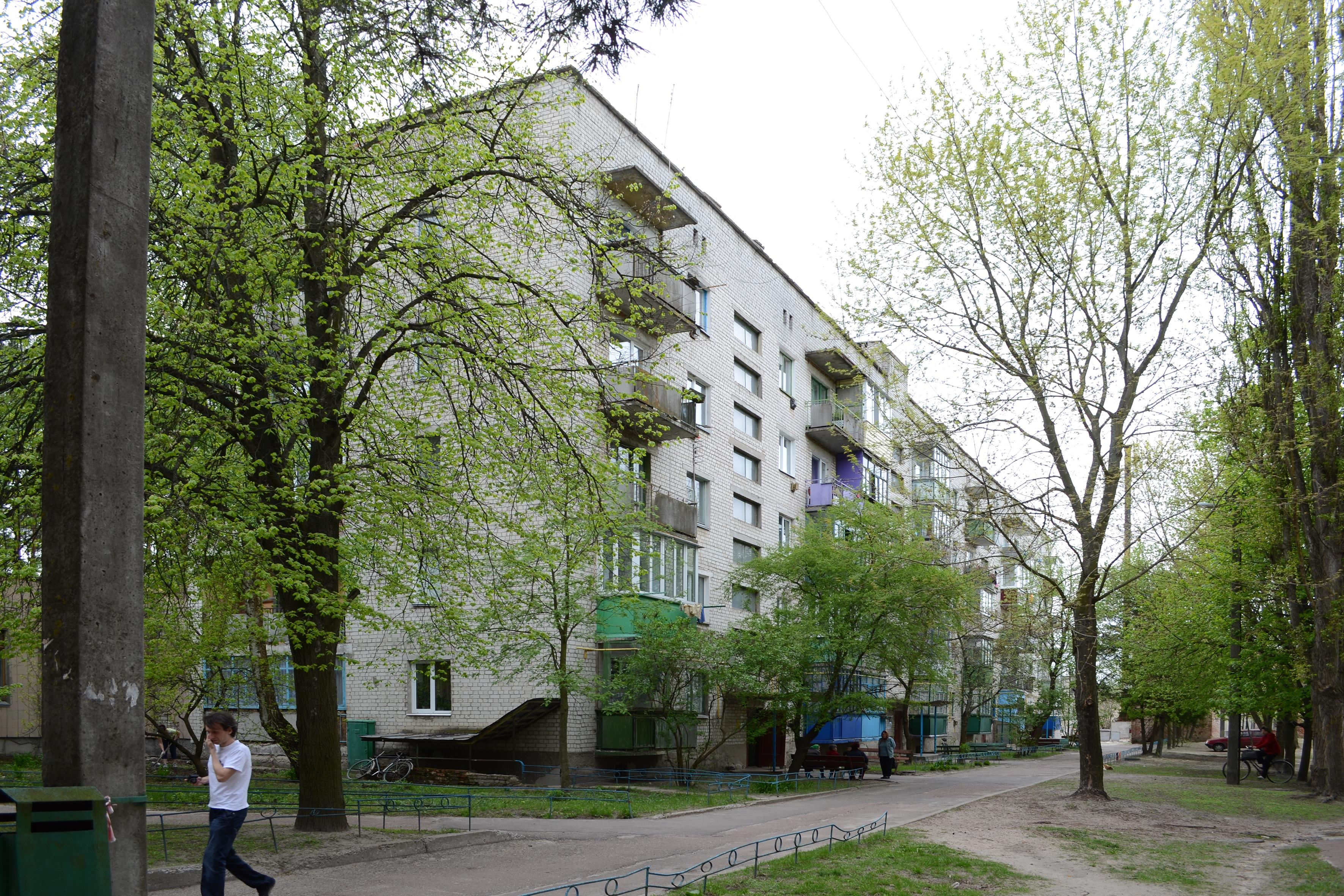
Casă de locuit
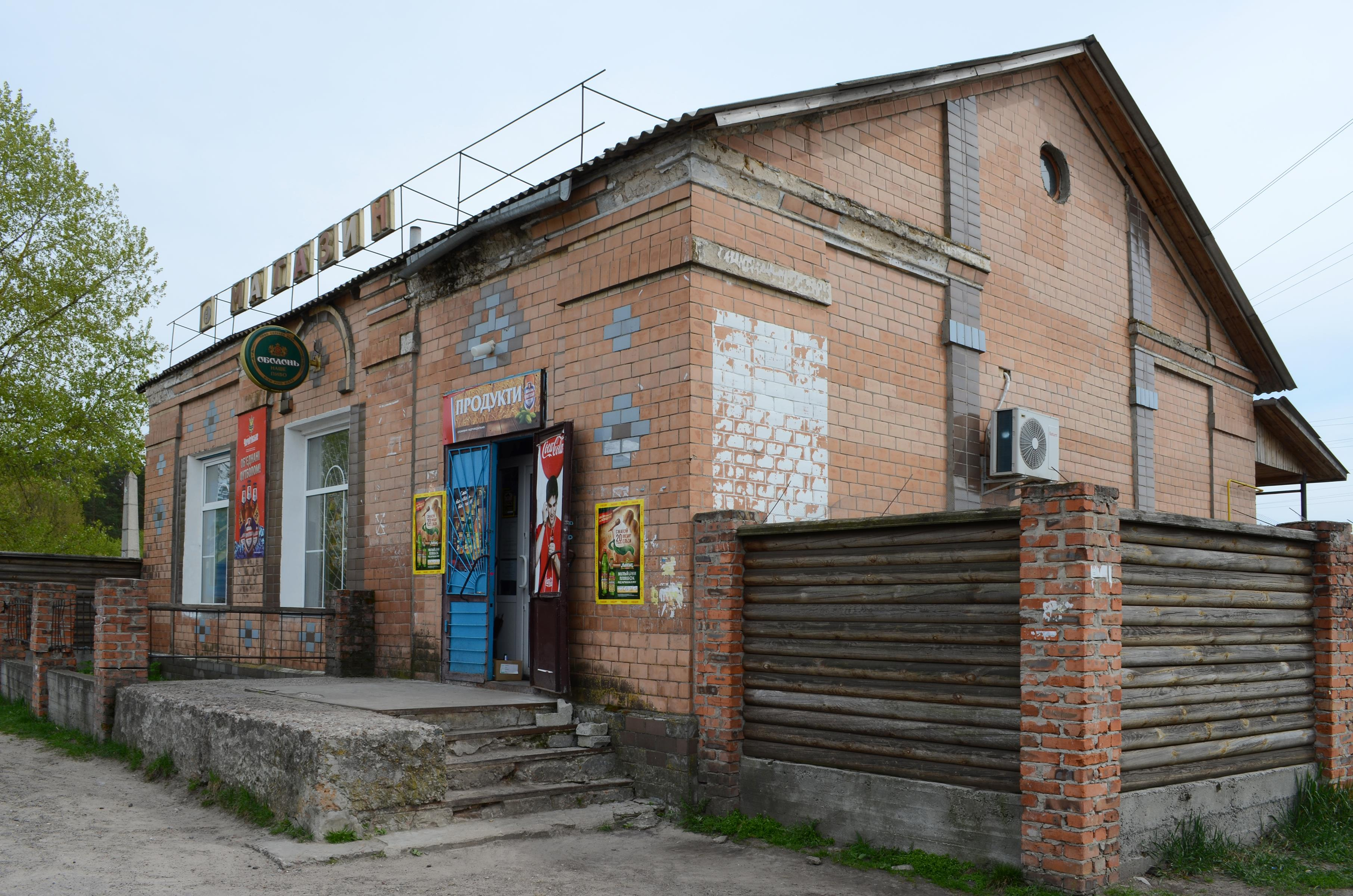
Magazin
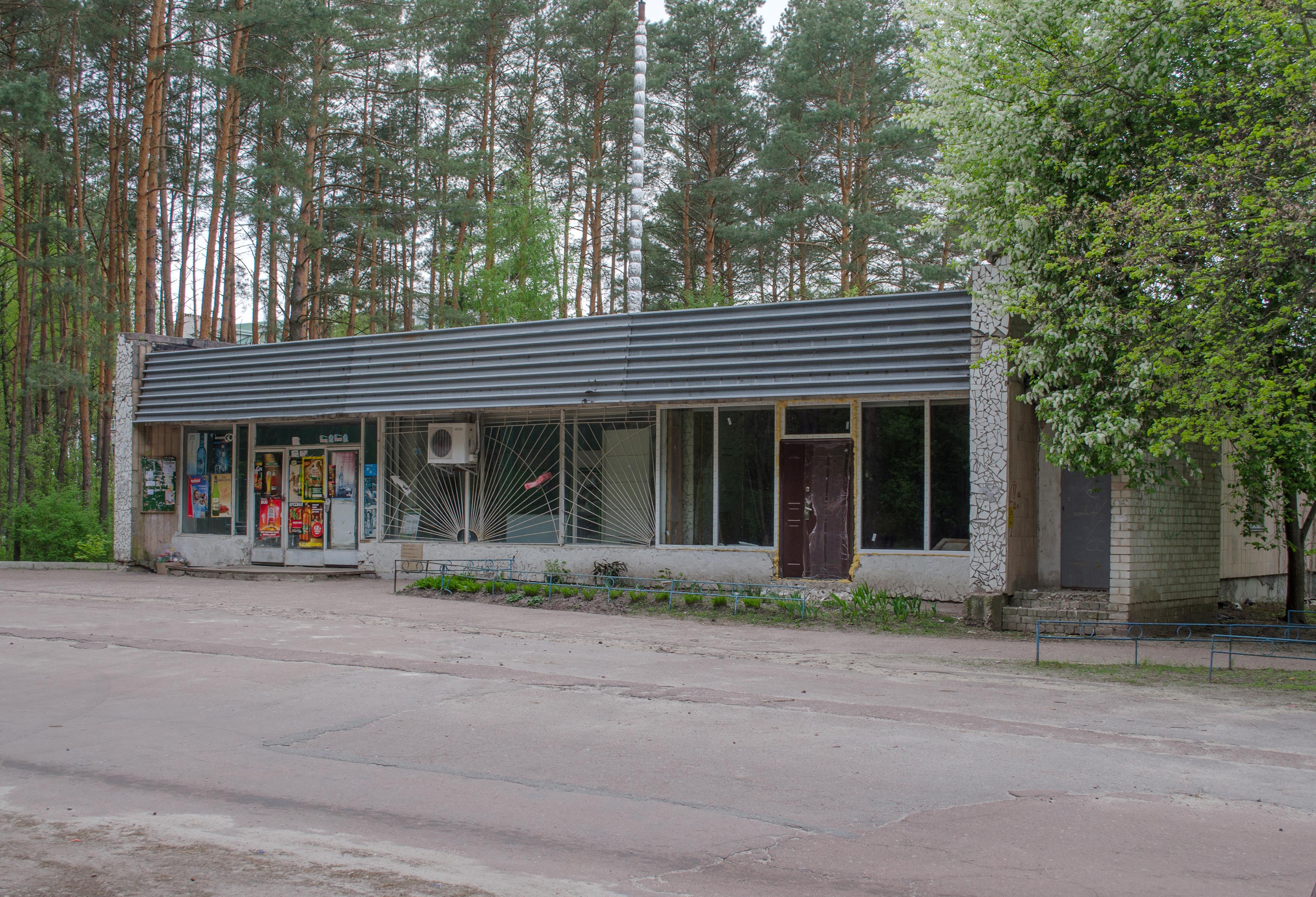
Magazin abandonat
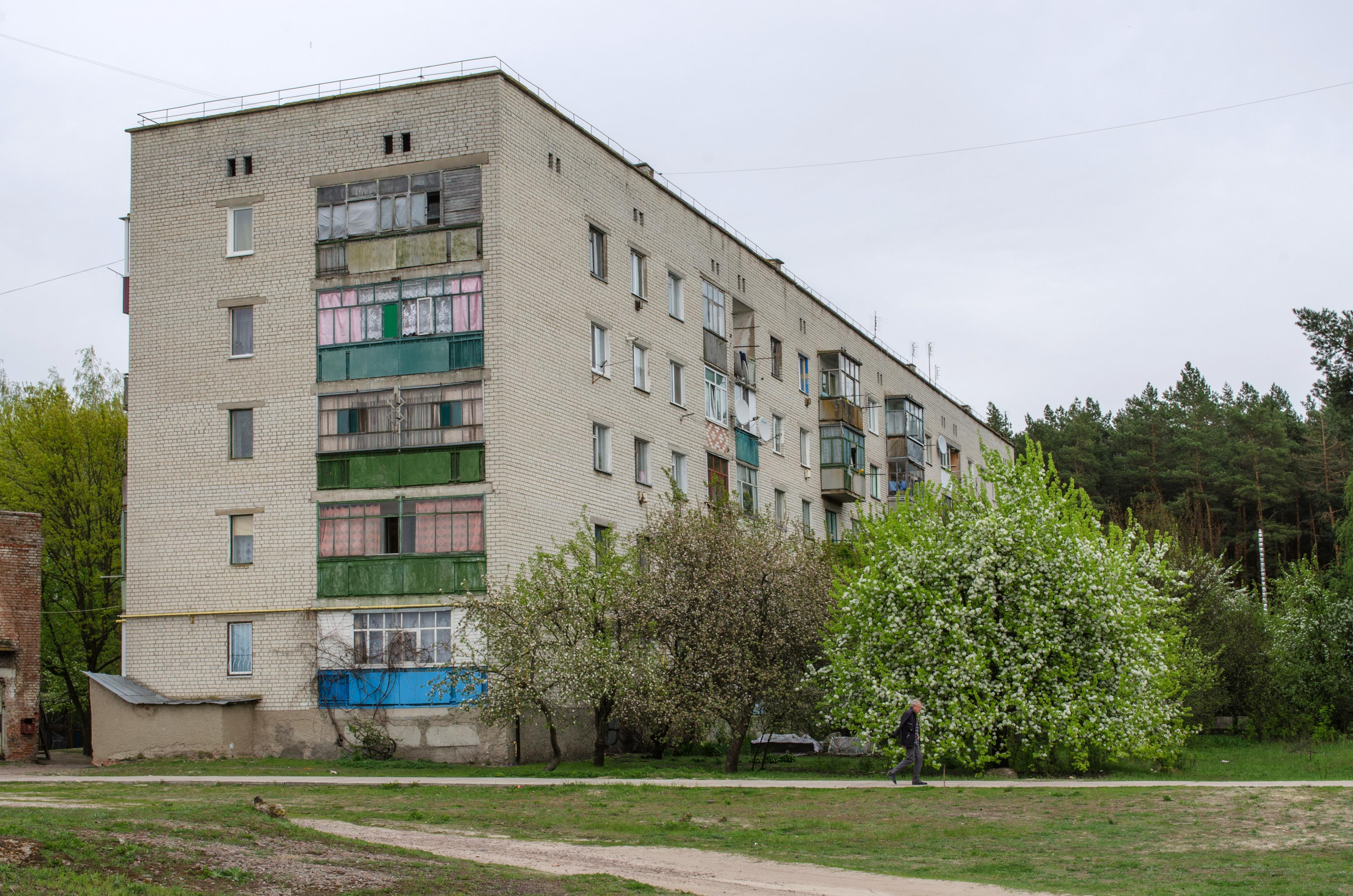
Casă de locuit cu cinci etaje
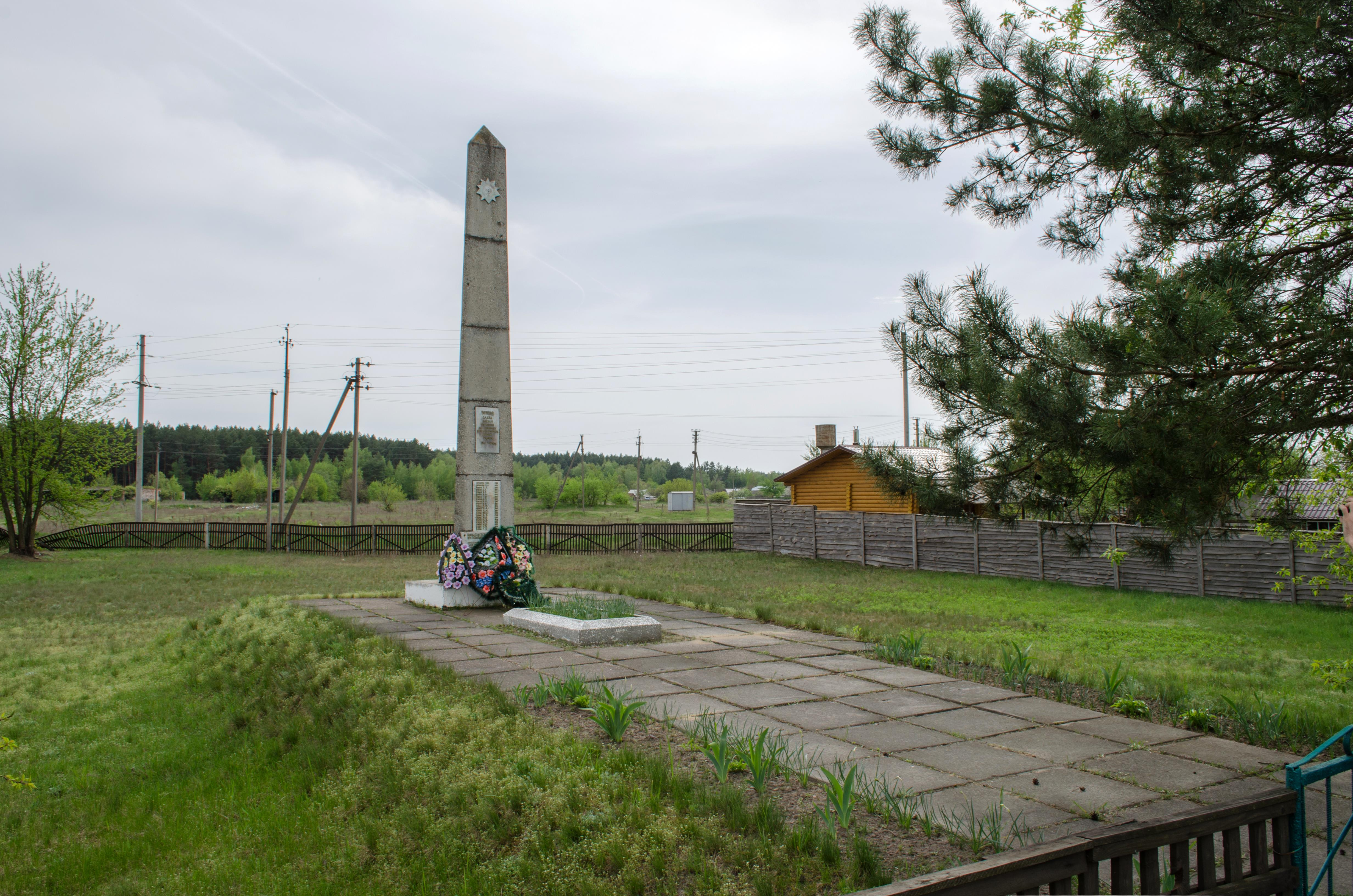
Monument în memoria celor căzuți la război
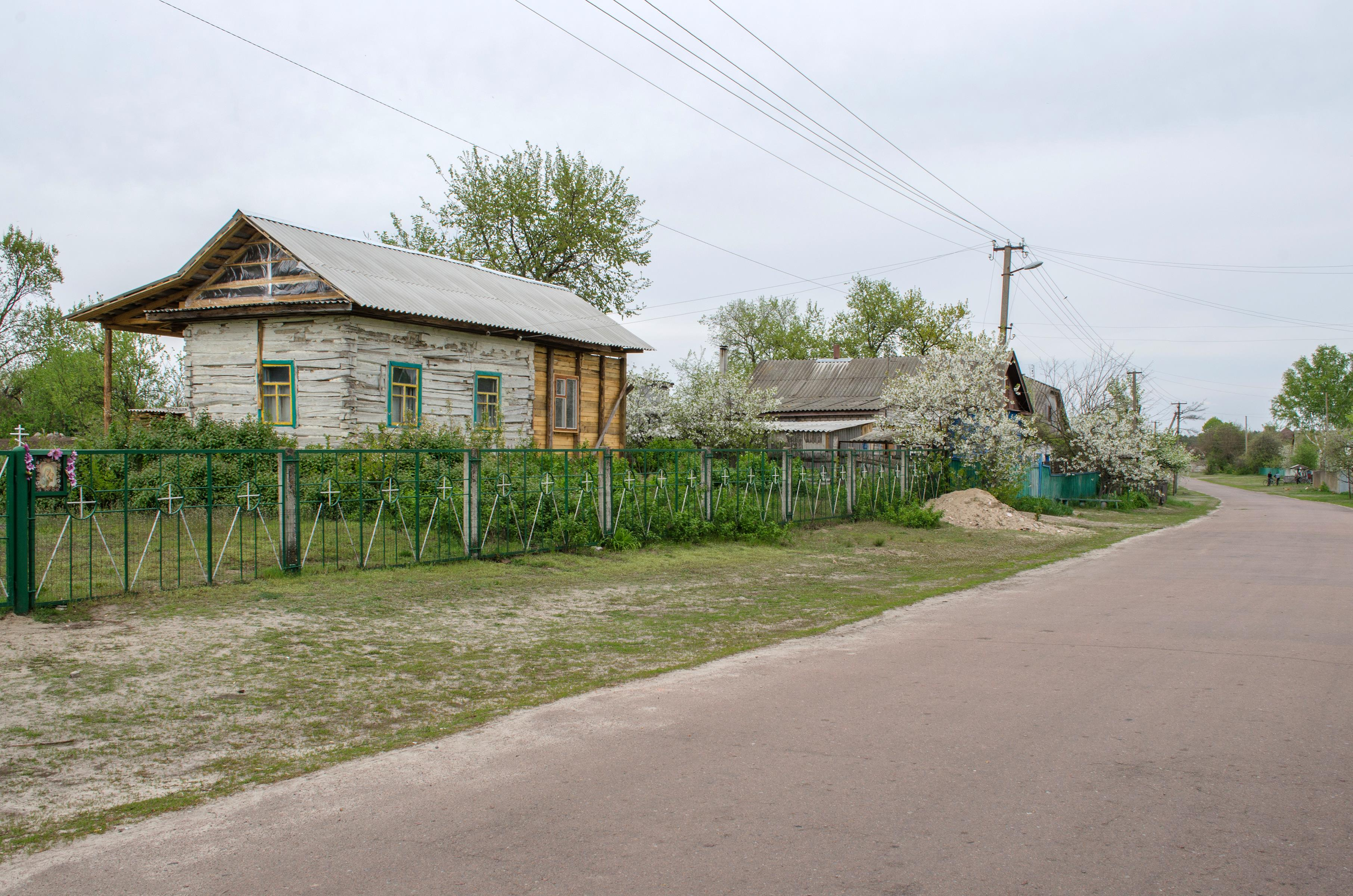
Stradă
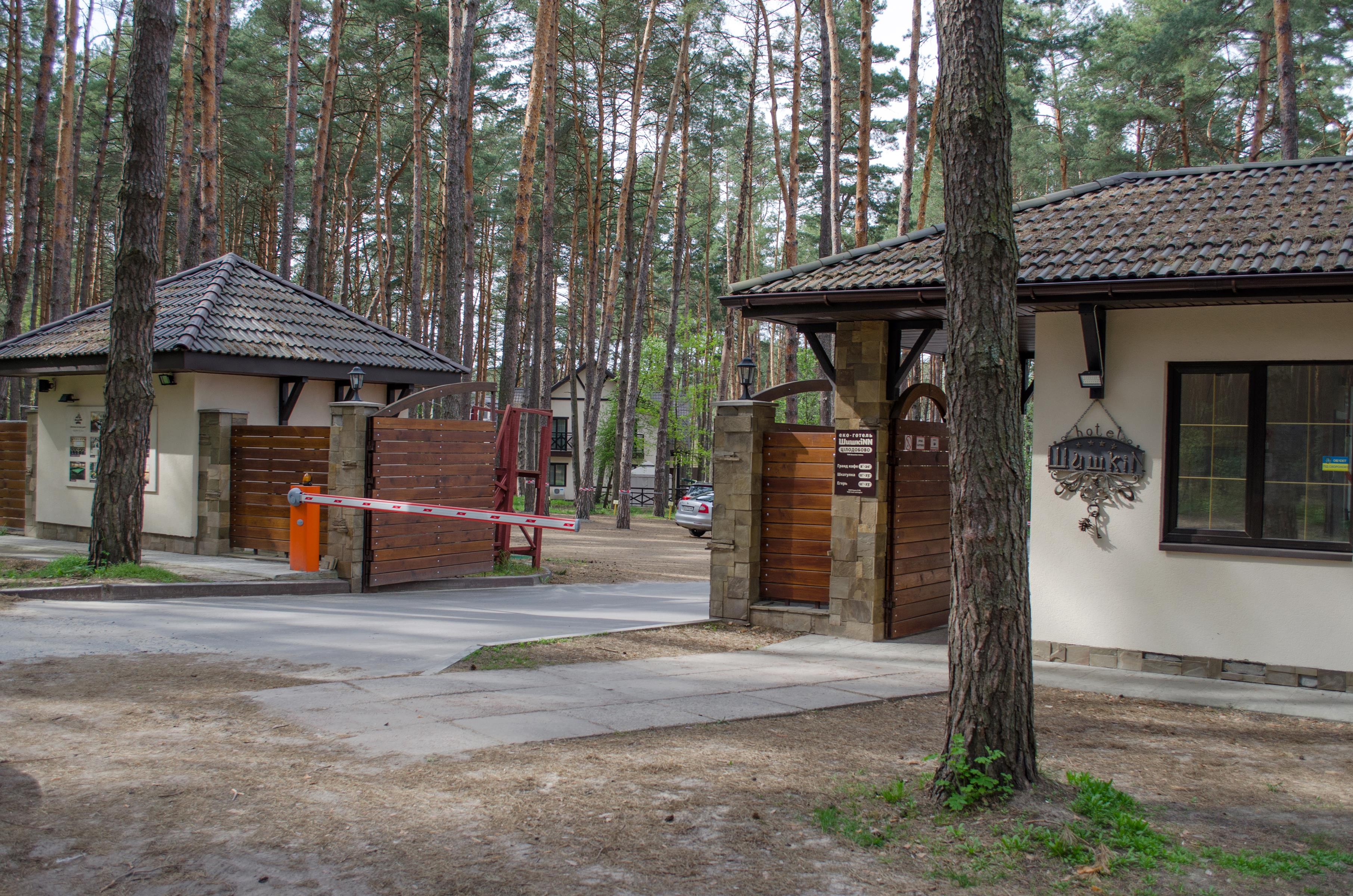
Hotelul „ȘișkiNN” («ШишкіNN»)
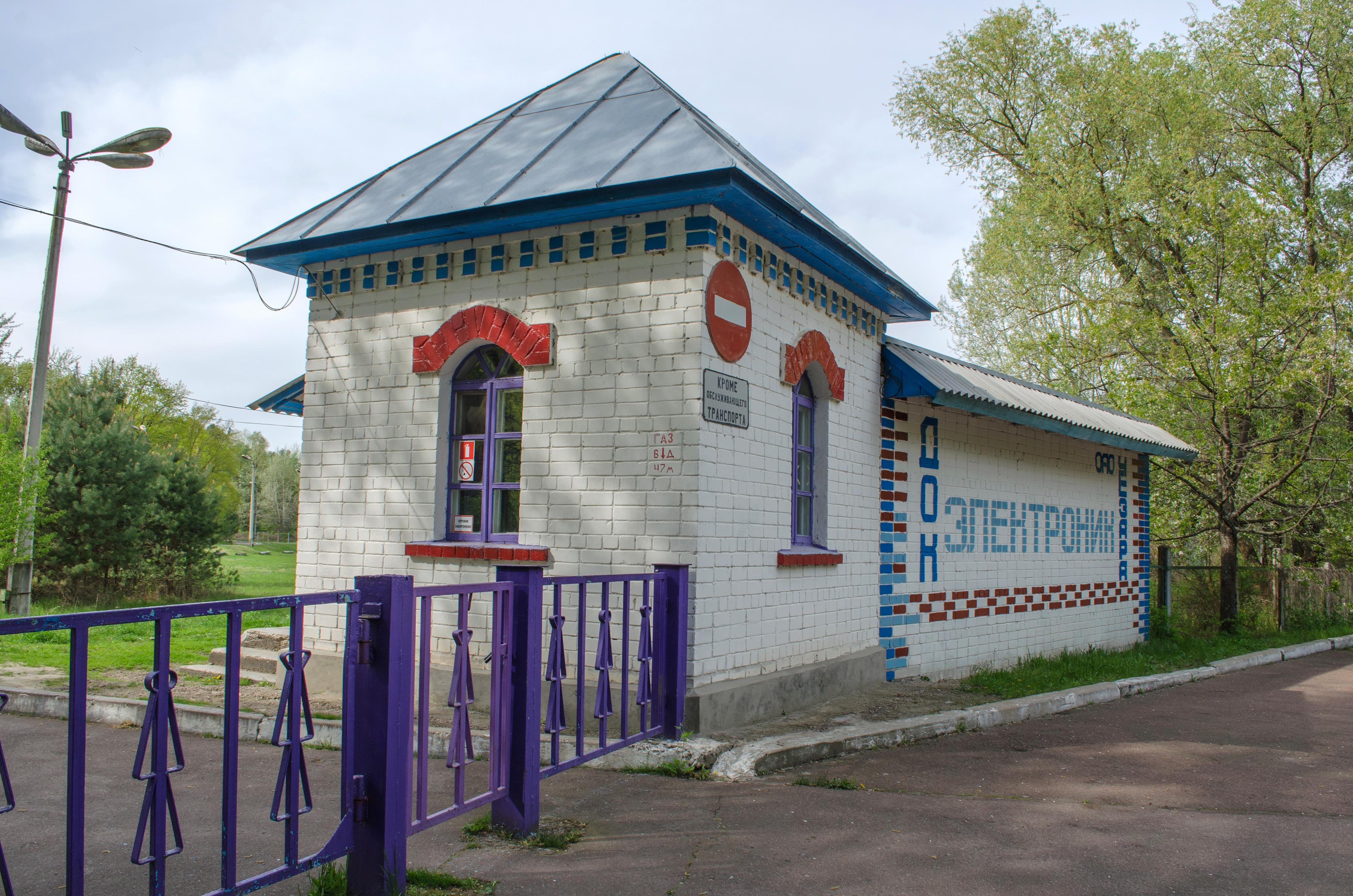
Bază de odihnă pentru copii „Electonic” («Електронік»)